# (32902) 1994 PC10
1994 PC10 (asteroide 32902) é um asteroide da cintura principal. Possui uma excentricidade de 0.14514920 e uma inclinação de 0.87938º.
Este asteroide foi descoberto no dia 10 de agosto de 1994 por Eric Walter Elst em La Silla.